# Fernando de Carrión Villasante
Fernando o Hernando de Carrión Villasante (Dueñas, Palencia, España, 25 de noviembre de 1606-posiblemente en León, Nicaragua) fue un funcionario español que fue teniente de gobernador de Costa Rica.

## Carrera pública
Tuvo el grado de capitán. Fue alcalde ordinario de la ciudad de Cartago en 1643, 1647, 1648, 1650 y 1653. En calidad de teniente de gobernador estuvo encargado interinamente del gobierno de Costa Rica en noviembre de 1648 y julio de 1650. En 1649 fue procurador síndico de Cartago. 
Tuvo buena amistad con Juan de Chaves y Mendoza, gobernador de Costa Rica de 1644 a 1650. Posiblemente se trasladó con él a León, cuando fue nombrado gobernador de Nicaragua, cargo que Chaves y Mendoza ejerció hasta 1659. 